# Soyuz TM-32
Soyuz TM-32 foi uma missão tripulada russa, lançada ao espaço do Cosmódromo de Baikonur em 28 de abril de 2001. Seu principal objetivo era transportar suprimentos e uma nova tripulação para habitar a Estação Espacial Internacional. A missão ficou conhecida por ser a primeira a levar um turista espacial à órbita terrestre, o empresário norte-americano Dennis Tito.

## Tripulação
Tripulação lançada na Soyuz TM-32: (28 de abril de 2001)
| Posição           | Tripulante       | Duração        | Pousou na   |
| ----------------- | ---------------- | -------------- | ----------- |
| Comandante        | Talgat Musabayev | 7d 22h 04m 08s | Soyuz TM-31 |
| Engenheiro de voo | Yuri Baturin     | 7d 22h 04m 08s | Soyuz TM-31 |
| Turista espacial  | Dennis Tito      | 7d 22h 04m 08s | Soyuz TM-31 |

Tripulação retornada na Soyuz TM-32: (31 de Outubro de 2001)
| Posição             | Tripulante         | Duração        | Lançou na   |
| ------------------- | ------------------ | -------------- | ----------- |
| Comandante          | Viktor Afanasyev   | 9d 19h 59m 50s | Soyuz TM-33 |
| Engenheira de voo 1 | Claudie Haigneré   | 9d 19h 59m 50s | Soyuz TM-33 |
| Engenheiro de voo 2 | Konstantin Kozeyev | 9d 19h 59m 50s | Soyuz TM-33 |

## Parâmetros da missão
- Massa: ? kg
- Perigeu: 193 km
- Apogeu: 247 km
- Inclinação: 51,6°
- Período: 88,6 minutos

## Missão
A nave acoplou-se com a ISS a 30 de abril, 07h57 UTC, poucas horas após o ônibus espacial Endeavour, da missão STS-100, partir de volta à Terra. A tripulação ficou uma semana na estação e retornou a bordo da Soyuz TM-31, que se encontrava conectada à ISS desde novembro de 2000 funcionando como bote salva-vidas para as Expedições 1 e 2 que a ocuparam.
Como nova nave de escape para as Expedições 2 e 3, a TM-32 ficou seis meses acoplada à ISS e, em 31 de outubro de 2001, regressou trazendo dois cosmonautas russos e uma astronauta francesa, que haviam chegado a bordo uma semana antes na Soyuz TM-33. O turista Tito pagou U$20 milhões pela viagem pioneira.
Originalmente a esta Soyuz seria usada numa missão de contingência na Mir (caso a Progress responsável pela deórbita da estação não acoplasse) ou para a Estação Espacial Internacional (caso o Zvezda houvesse tido problemas após o lançamento). Como nada disso aconteceu, a nave foi usada na TM-32.